# Léa (nouvelle)
Pour les articles homonymes, voir Lea.
Léa est une nouvelle de Jules Barbey d'Aurevilly, parue en 1832.

## Historique
Cette nouvelle est publiée le 30 octobre 1832 pour la première fois dans La Revue de Caen, fondée par Barbey et quelques amis, tels qu'Edelestand du Méril ou Trébutien.
C'est la deuxième nouvelle qu'écrit Barbey, après Le Cachet d'onyx. 

## Résumé
L'auteur présente ici l'histoire d'un amour impossible entre Réginald, qui vraisemblablement est Barbey lui-même, et Léa, une jeune fille malade et épuisée. 

## Thème
L'auteur dépeint une passion fougueuse, dramatique et byronienne, qui semble inspirée de son premier amour avec Ernestine du Méril, sœur d'Edelestand du Méril. Toutefois, l'imagination aurevillienne détache la nouvelle de la réalité, lui ajoutant un caractère violent bien plus aigu chez les personnages que les sentiments ressentis par l'auteur pendant cette relation amoureuse. 